# Терраса (архитектура)
Терра́са (фр. terrasse — площадка, от лат. terra — земля) — встроенная или пристроенная к зданию открытая площадка.

## Характеристики
- Крыша: без крыши (открытая), с крышей (закрытая), с крышей покрывающей только часть (частично закрытая)
- Ограждение: без ограждения, с ограждением
- Уровни: одноуровневая, многоуровневая
- Форма и расположение. Как правило, одна или несколько сторон террасы опираются на дом или склон местности, но терраса может быть выполнена и в виде «острова», или, например, окружать бассейн.

## Частные случаи
- Веранда — одноуровневая закрытая примыкающая к дому терраса.
- Беседка — одноуровневая закрытая отдельно расположенная терраса.
- Балкон — высокая и узкая терраса с ограждением, на которую имеется прямой выход из дома.
- Крыльцо — небольшая терраса со ступеньками, обрамляющая вход в дом.

Лестничные площадки наружных лестниц конструкционно также являются террасами, но имеют право на такое название, только если архитектурно доминируют над лестничными пролётами, которые их связывают, а не сами являются вспомогательным связующим элементом для лестниц.
Веранды и беседки могут являться частью большой комплексной террасы.

## Устройство террас
Терраса состоит из настила и основания и может иметь дополнительные элементы, в первую очередь — ограждение. Для деревянной террасы настил выполняется из террасной доски или её аналогов, а основание представляет собой продольные лаги, опирающиеся на поперечные балки. Данная конструкция может быть уложена непосредственно на несущее перекрытие — если терраса расположена, например, на крыше здания, — или же опираться на столбовые опоры, укреплённые в грунте, каждая со своим или с общим фундаментом. Поскольку высоту и частоту расположения опорных столбов можно варьировать, это позволяет вписывать террасы в места со сложным рельефом, например, на склонах. Нагрузка на террасу определяет расстояние между лагами и толщину настила, а нагрузка вместе с собственным весом террасы — требования к прочности и числу опор. Террасу для увеличения эксплуатационного срока конструкции монтируют скрытым крепежом, который компенсирует внутреннее напряжение древесины, вызываемое климатическими перепадами, и минимизирует коробление доски.
Дополнительные элементы террас, которые, как правило, монтируются вместе с ней и составляют с террасой единое целое, — это перила, некапитальные стены, крыша, различные надстройки — например, качели. При этом опорные столбики перил и других ограждений обычно крепятся к балкам основы террасы (таким образом, их число оказывается кратным числу столбиков). Крепление более массивных конструкций, например крыши, осуществляется непосредственно к опорным столбам, которые для этого возвышаются над поверхностью террасы.

## История террасы
Слово «терраса» первоначально означало всего лишь уступ на склоне местности, но с древности такие уступы стали создавать искусственно, и не только ради увеличения посевных площадей, но и просто как элементы садово-паркового искусства. Примером подобных террас являются Висячие сады Семирамиды. Прообразом же террасы с настилом можно считать стилобаты древних храмов. Террасы с деревянным настилом появилась в то же время, когда появился деревянный пол. Как самостоятельный элемент в архитектуре и строительстве деревянная терраса выделилась в связи с развитием коттеджного строительства. Она даёт возможность расширить территорию дома и включить в неё значительную часть окружающего его участка, создав переходную зону между домом и садом. Фактически современная терраса является дальнейшим развитием концепции «летнего домика».

## Террасы и ландшафт
Терраса соединяет жилое пространство и окружающий ландшафт. Она позволяет находиться вне стен и сохранять при этом уровень комфорта, привычный домашней обстановке. В частности, терраса — идеальный способ включить в приусадебный участок косогор или берег водоёма. Современные схемы монтажа позволяют при строительстве террас относительно просто увеличивать их площадь, возможно — со сдвигом по высоте, и обеспечивать подгонку террасы к любым особенностям местности.

## Материал для террасы и уход за ней
Древесина, используемая для террас (равно как и другие материалы, применяемые при их строительстве), должна отличаться стойкостью к атмосферным и биологическим воздействиям, а также обладать достаточной конструкционной прочностью. Одним из наиболее популярных материалов для террас различных бунгало некогда был тик, но с исчерпанием его запасов стали применять и менее известные породы тропической древесины, например, ироко, тали, падук, кемпас, ипе. Эти породы вполне могут использоваться и в умеренном климате, так как выдерживают снег и мороз в течение многих сезонов. Из пород умеренного пояса для строительства террас чаще всего используют дуб или лиственницу. Сосна и ель слишком быстро начинают требовать ремонта и замены отдельных досок даже при условии предохраняющей обработки (которая сама по себе не слишком экологична).
Если под террасой находится грунт, то для предотвращения развития там растительности его следует накрыть мульчирующей плёнкой. Также вода не должна скапливаться под террасой, имея свободный сток.
При соблюдении всех необходимых требований к материалу и конструкции террасы уход за ней сводится к периодической (раз в сезон или по мере загрязнения) очистке поверхности дерева и нанесении на неё нового защитного слоя из натуральных масел. Срок службы такой террасы вполне может составлять тридцать и более лет.